# 中国科学院学部
中国科学院学部成立于1955年6月1日，是中华人民共和国科学技术方面的最高咨询机构、中国科学院的学术领导机构。负责对国家科学技术发展规划、计划和重大科学技术决策提供咨询，对国家经济建设和社会发展中的重大科学技术问题提出研究报告，对学科发展战略和中长期目标提出建议，对重要研究领域和研究机构的学术问题进行评议和指导。现设数学物理学部、化学部、生命科学和医学学部、地学部、信息技术科学部和技术科学部六个学部。全体院士大会是最高权力机构，其常设领导机构是学部主席团，由中国科学院院长担任学部主席团执行主席。
- 中国科学院学部委员即中国科学院院士
- 中国科学院院士大会是中国科学院学部的最高组织形式
- 组织评选中国科学院院士

## 發展歷史
- 2006年6月8日：於第13次院士大會中成立中國科學院學部科普和出版工作委員會。